# Diego Muñoz Cobo
Diego Muñoz-Cobo y Serrano (Arjona, 19 de enero de 1854-Madrid, 1937) fue un militar y político español. Ministro de la Guerra en 1919.

## Biografía
General de Caballería, combatió en la guerra del Rif siendo Capitán general de Valencia y Madrid y, en 1915, Gobernador militar de Cartagena. Nombrado el 27 de enero de 1919 ministro de la Guerra, ocupó la cartera hasta abril de ese año. Posteriormente fue Senador por Zamora hasta 1920.
El 14 de septiembre de 1923 como capitán general de la I Región Militar asumió la primera presidencia del Directorio militar de Primo de Rivera y comunicó a toda España el consentimiento del rey Alfonso XIII con el Golpe de Estado y la suspensión de la constitución de 1876:

Ha quedado constituido el Directorio militar, que lo presido yo, y que está integrado por los generales Cavalcanti, Berenguer, Saro y  Dabán. Su majestad ha confiado el formar Gobierno al general Primo de Rivera. Yo me he encargado de mantener el orden público. Para que mi gestión resulte más eficaz, he encarecido al rey la necesidad de declarar el estado de guerra, y su majestad me ha dicho que, desde luego, puedo declararlo.

Por la colaboración tanto en la sublevación militar con Miguel Primo de Rivera como en La Sanjurjada fue detenido, procesado y condenado a la separación del Ejército en 1932 y amnistiado en 1934, todo ello durante la Segunda República.

## Condecoraciones
- Medalla de Alfonso XII
- Benemérito de la Patria
- Cruz Blanca de 1.ª Clase del Mérito Militar con distintivo rojo
- Medalla de la Guerra Civil con los pasadores de Velavieta, Puente de Guardiola y Castellar de Nuch
- Gran Cruz de San Hermenegildo pensionada
- Cruz de 2.ª Clase del Mérito Militar con distintivo blanco
- Cruz de 2.ª Clase de María Cristina
- Medalla de Alfonso XIII
- Gran Cruz de la Orden del Mérito Militar y Gran Cruz roja pensionada del Mérito Militar.
- Caballero comendador honorario de la Orden Victoria de Gran Bretaña